# Подебрадский замок
Подебра́дский замок (чеш. Zámek Poděbrady) является доминантой курортного города Подебрады и является результатом ряда реконструкций крепости, возведённой королём Пржемыслом Отакаром II в начале XIII века.

## История
Местность, где расположен замок, была заселена людьми ещё в древности. Благодаря удобному расположению над рекой и мягкому климату, первые поселения на территории современных Подебрад появились в раннем палеолите, археологические раскопки подтверждают наличие поселений в бронзовом (Лужицкая культура), железном веке (Латенская культура). Кроме того, на городской площади перед замком были обнаружены следы развитого поселения римской эпохи, римские монеты.

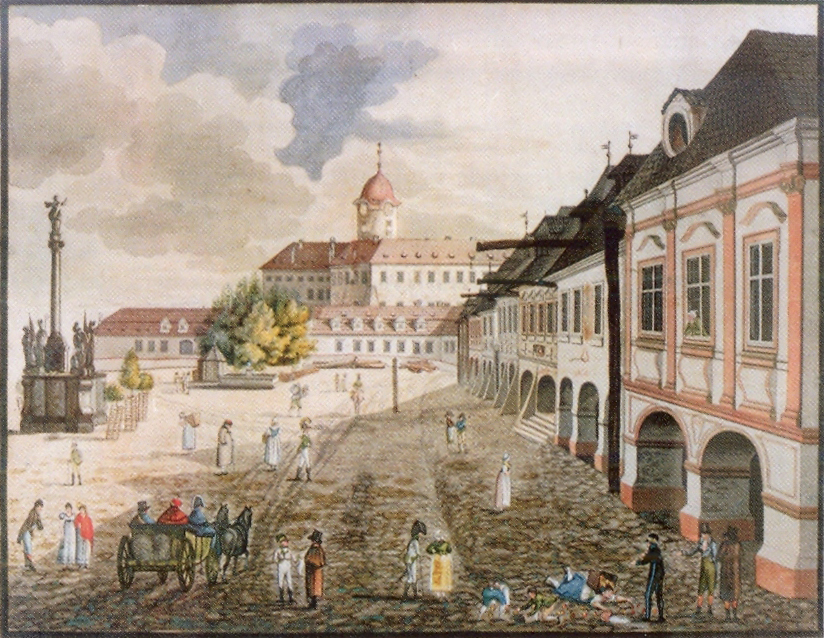
Городская площадь и замок в конце XVIII века

Первая застройка появилась на территории города в 1108 году. По распоряжению чешского короля Пржемысла Отакара II в городе была возведена крепость для контроля над переправой через реку Эльбу, части т. н. Кладского торгового пути из Чехии в Польшу. Первые письменные упоминания о существовании крепости в Подебрадах относятся к 1268 году. С 1345 года крепость переходит в собственность рода Лихтенбурков, а через шесть лет позднее — роду Подебрад, который владели им до 1495 года. В период их правления крепость использовалась войсками императора Сигизмунда, затем перешла под контроль гуситов в силу принадлежности к гуситам чешского короля Йиржи из Подебрад.
С 1495 по 1840 года замок и весь город находились в королевской и императорской собственности, крепость постепенно перестраивалась и превращалась в замок. Современный вид замок в стиле барокко приобрёл в результате реконструкции 1723—1780 лет. В 1840—1884 годах замок принадлежал роду Синых, а с началом Первой мировой войны владеть им начали Гохенлоховы. В конце концов замок перешёл к акционерному обществу, обслуживающему курорты города Подебрады.

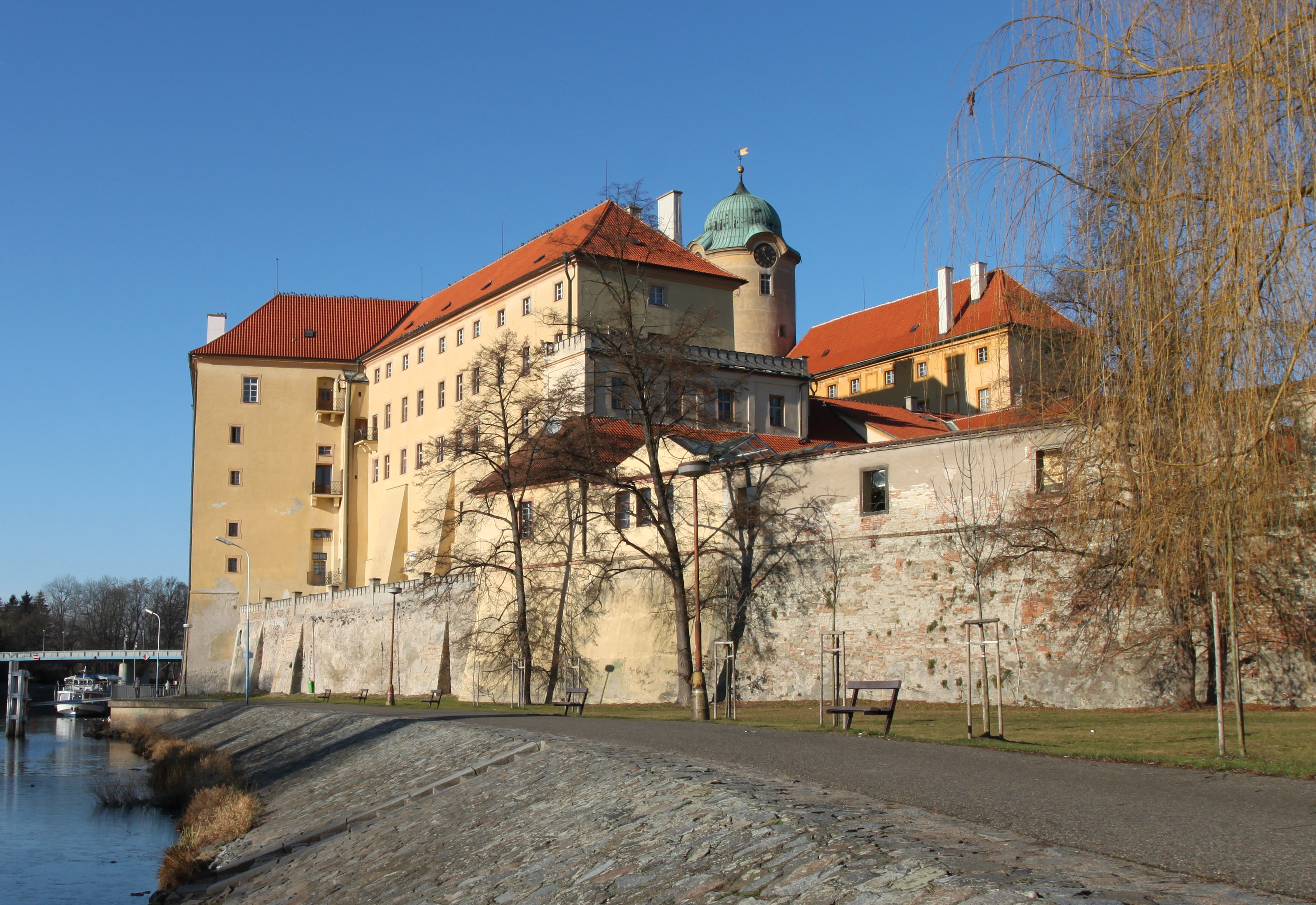
Вид на замок с набережной

Во время Второй мировой войны здание использовалось организацией Гитлерюгенд, в 1946-1953 гг. здесь располагалась Среднечешская школа-интернат короля Йиржи из Подебрад, в 1953-1983 гг. - часть электротехнического факультета Чешского технического университета.
В настоящее время в замке находится театр, музей, кинозал, с 1983 г. - и Институт языковой и профессиональной подготовки Карлова университета..

## Интересные факты
- В замке родился известный чешский король Йиржи из Подебрад.
- В 1905 году известный экстрасенс, немецкий помещик фон Бюллев с помощью прутика обнаружил во внутреннем дворе замка источник, который открыл страницу города-курорта в истории Подебрад.
- После освобождения Чехословакии в 1945 году в расположенной в замке элитной Среднечешской школе-интернате короля Йиржи из Подебрад учился будущий первый президент Чехии Вацлав Гавел вместе с известным кинорежиссёром Милошем Форманом и братьями Машиновыми.